# ケツノポリス3
『ケツノポリス3』（ケツノポリス・スリー）は、ケツメイシ3作目のアルバム。2003年10月1日発売。

## 内容
本作のアルバムカラーは黄色。
前作同様、初回プレス盤はステッカー封入。
2作連続オリコンアルバムチャート2週連続1位を獲得した。
7曲目「マブーハイ」の意味は、タガログ語で「長生きする」。
12曲目「幸せをありがとう」はDJ KOHNOの結婚を祝い他のメンバーが「アルバム作成合宿（沖縄）」で極秘に作った曲だが、結婚式までに完成が間に合わずに結局、結婚式当日はメンバーでかくし芸を披露した。実際は、大蔵が今の奥さんと仲直りするきっかけになった曲である（→ケツメイシを参照）

## 収録曲
| 全作詞・作曲: ケツメイシ、全編曲: ケツメイシ、YANAGIMAN。 |                                     |            |            |      |
| #                                                         | タイトル                            | 作詞       | 作曲・編曲 | 時間 |
| 1.                                                        | 「(バテバテ)」(inst.)               | ケツメイシ | ケツメイシ | 0:51 |
| 2.                                                        | 「はじまりの合図」                  | ケツメイシ | ケツメイシ | 4:20 |
| 3.                                                        | 「夏の思い出」                      | ケツメイシ | ケツメイシ | 6:32 |
| 4.                                                        | 「1日」                             | ケツメイシ | ケツメイシ | 5:09 |
| 5.                                                        | 「家に帰ろう」                      | ケツメイシ | ケツメイシ | 5:57 |
| 6.                                                        | 「明日の少年」                      | ケツメイシ | ケツメイシ | 4:25 |
| 7.                                                        | 「(マブーハイ)」(inst.)             | ケツメイシ | ケツメイシ | 1:05 |
| 8.                                                        | 「夜の天使」                        | ケツメイシ | ケツメイシ | 6:08 |
| 9.                                                        | 「失恋」                            | ケツメイシ | ケツメイシ | 4:58 |
| 10.                                                       | 「門限やぶり」                      | ケツメイシ | ケツメイシ | 5:49 |
| 11.                                                       | 「痔持ち一代」                      | ケツメイシ | ケツメイシ | 5:47 |
| 12.                                                       | 「幸せをありがとう」                | ケツメイシ | ケツメイシ | 6:32 |
| 13.                                                       | 「太陽」                            | ケツメイシ | ケツメイシ | 6:23 |
| 14.                                                       | 「(カントゥータンタンヨー)」(inst.) | ケツメイシ | ケツメイシ | 2:06 |
| 15.                                                       | 「花鳥風月」(Album Mix)             | ケツメイシ | ケツメイシ | 7:52 |
| 合計時間:                                                 | 合計時間:                           | 73:54      |            |      |

### 解説
1. (バテバテ) (inst.)
2. はじまりの合図
6thシングル
3. 夏の思い出
7thシングル
4. 1日
『ケツの嵐〜春BEST〜』にも収録。
5. 家に帰ろう
6. 明日の少年
7. (マブーハイ) (inst.)
8. 夜の天使
 『ケツの嵐〜冬BEST〜』にも収録。
9. 失恋
10. 門限やぶり
11. 痔持ち一代
12. 幸せをありがとう
 『ケツの嵐〜春BEST〜』にも収録。
13. 太陽
8thシングル
14. (カントゥータンタンヨー) (inst.)
15. 花鳥風月 (Album Mix)
5thシングルのアルバム・バージョン

## 演奏
- 奥田健治：Electric Guitar & Acoustic Guitar (#5.8.9.11.12.13)
- 田中義人：Electric Guitar (#3)
- NAOKI-T：Electric Guitar (#8)
- Ryoji：Electric Guitar (#4)
- 高水健司：Wood Bass (#5.11)
- KYON：Organ, Wurlitzer (#5)
- 弦一徹、クラッシャー木村、室屋光一郎、のりっぺ：Strings (#5)
- 竹上良成：Sax (#4.10.11.13)
- 野々田万照：Sax (#11)
- 山本公樹：Baritone Sax (#11)
- 小林太：Trumpet, Flugelhorn (#4.10.11)
- 宮内岳太郎：Trombone (#11.13)
- 丹菊正和：Percussion (#5.8.11)
- 江川ゲンタ：Percussion (#15)
- Nao：Chorus (#10)
- 田村玄一：Steel Pan (#4)
- 大山泰輝：Acoustic Piano (#15)
- ケツメイシFC (#1.7)